# گاوین همیلتون (هنرمند)

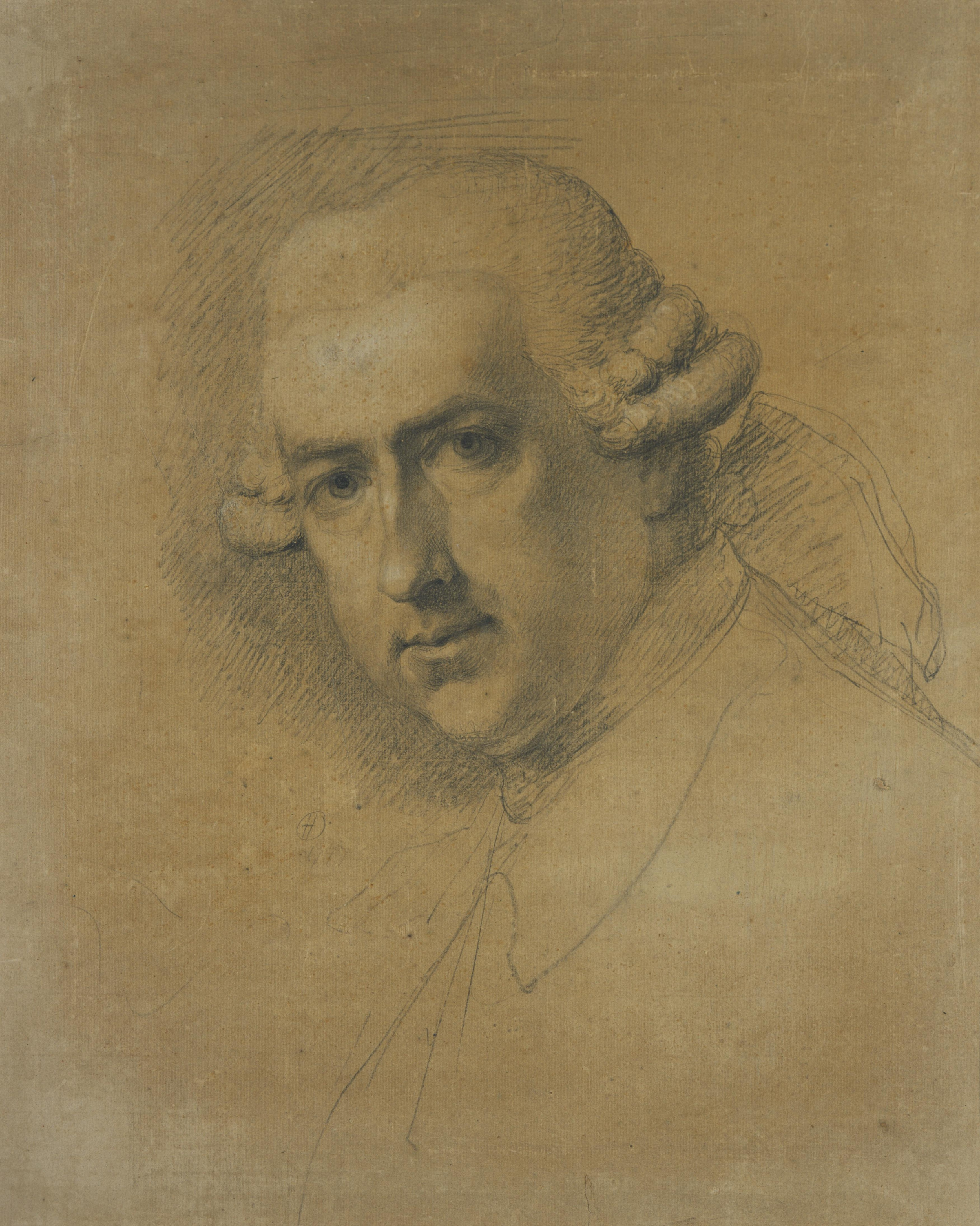
گاوین همیلتون

گاوین همیلتون (به انگلیسی: Gavin Hamilton) (لنارک، ۱۷۲۳ ـ رم، ۴ ژانویه ۱۷۹۸) یک نقاش تاریخی نوکلاسیسیست و باستان‌شناس اسکاتلندی بود.

## زندگی‌نامه
او از یک خاندان اشرافی اسکاتلندی بود. در دانشگاه گلاسگو درس خواند و سپس به رم رفت تا در رشتهٔ نقاشی مطالعه کند. پس از یک بازگشت کوتاه‌مدت به اسکاتلند و اقامت در لندن و کشیدن پرتره‌های متعدد، در ۱۷۵۶ به روم بازگشت و تا آخر عمر در آنجا ماند.
در ۱۷۶۰ تابلوی «آشیل بر جنازهٔ پاتروکلوس می‌گرید» را ترسیم کرد. افزون‌بر پرتره‌ها، موضوع برجستهٔ آثارش اساطیر کلاسیک هستند. بزرگ‌ترین کار او در نقاشی مجموعه‌ای از شش اثرند که از ایلیاد اقتباس کرده بود. او همچنین یک تابلوی «مرگ لوکرتیا» (در ۱۷۶۵) را ترسیم کرد که از آن با عنوان «سوگند بروتوس» نیز یاد می‌شود؛ این اثر باعث شد بقیهٔ نقاشان، به‌تقلید او، یک سری نقاشی‌های مربوط به سوگند ترسیم کنند که بی‌تردید معروف‌ترینشان سوگند هوراتی‌ها (اثر ۱۷۸۴) اثر ژاک-لویی داوید بود.
او همچنین در باستان‌شناسی نیز دستی داشت و آثار باستانی را تجارت می‌کرد.

## نگارخانه

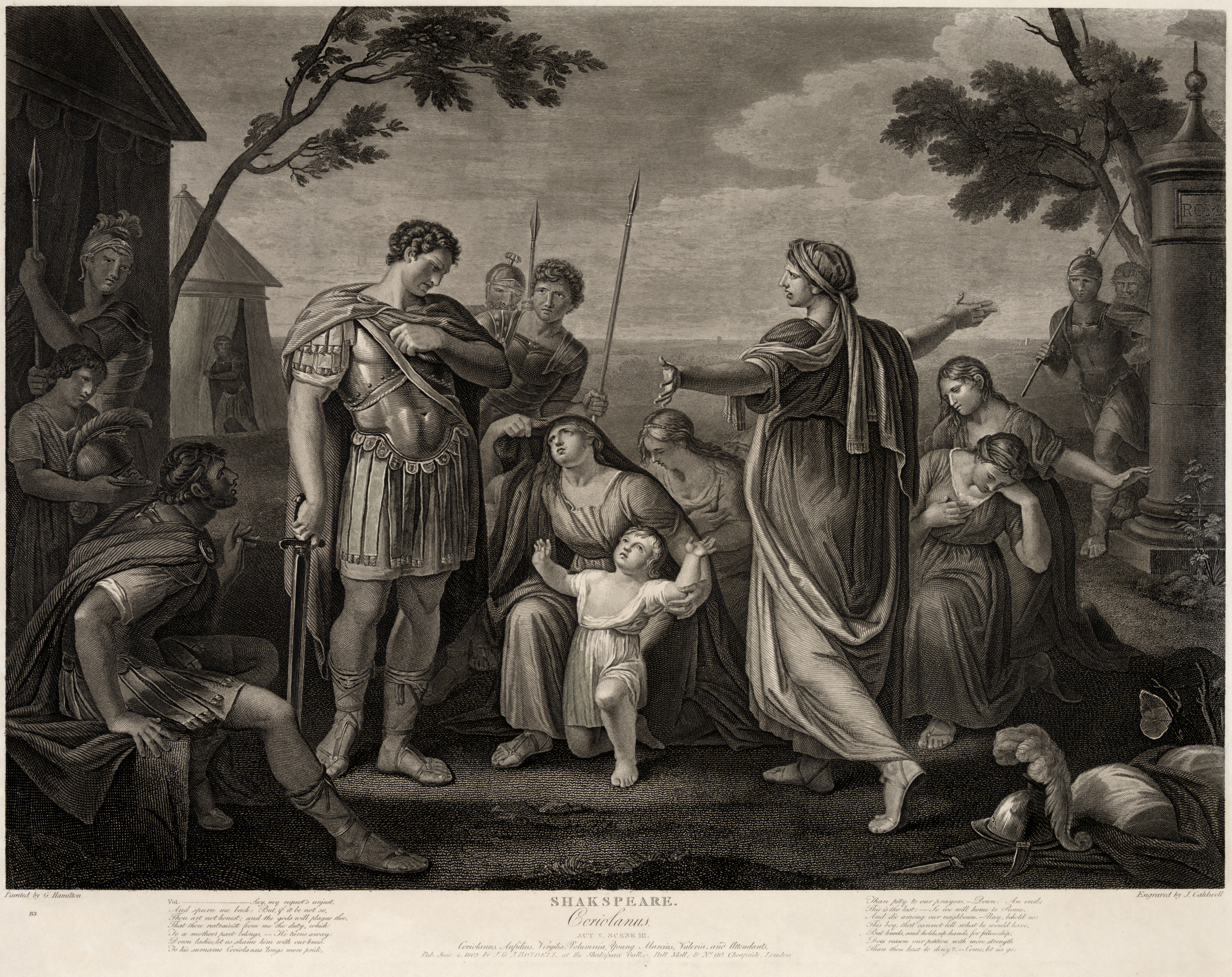
برگرفته از نمایشنامه کوریولانوس، اثر ویلیام شکسپیر که التماس‌های مادرنیائئوس مارکیوس کوریولانوس به پسرش را نشان می‌دهد تا او را از حمله به جمهوری روم بازدارد.
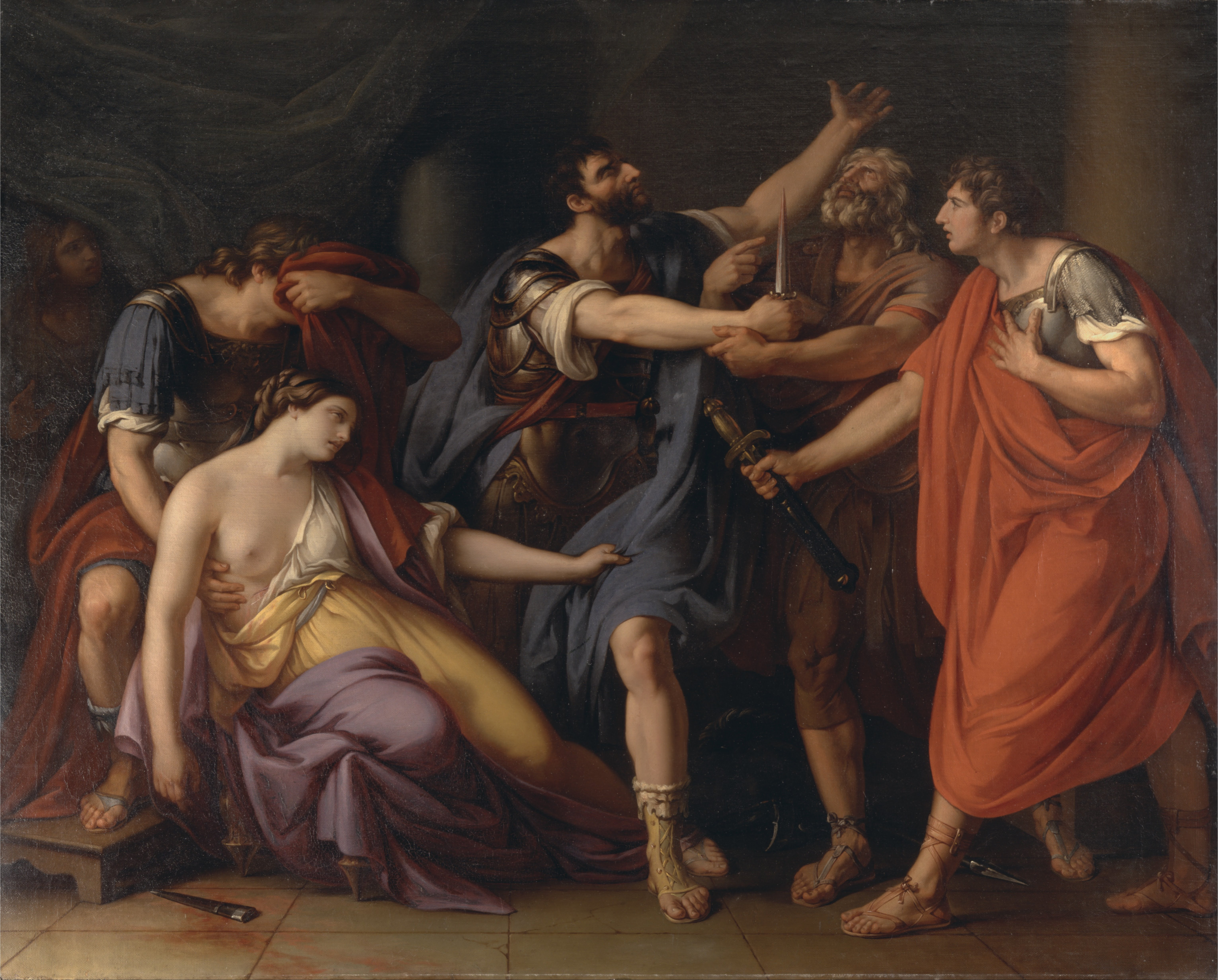
لوکرتیا پس از تجاوز سکستوس تارکوئینیوس خودش را با چاقو می‌کُشد و بروتوس چاقو را در دست می‌گیرد و قسم می‌خورد که انتقام زن را می‌کِشد.
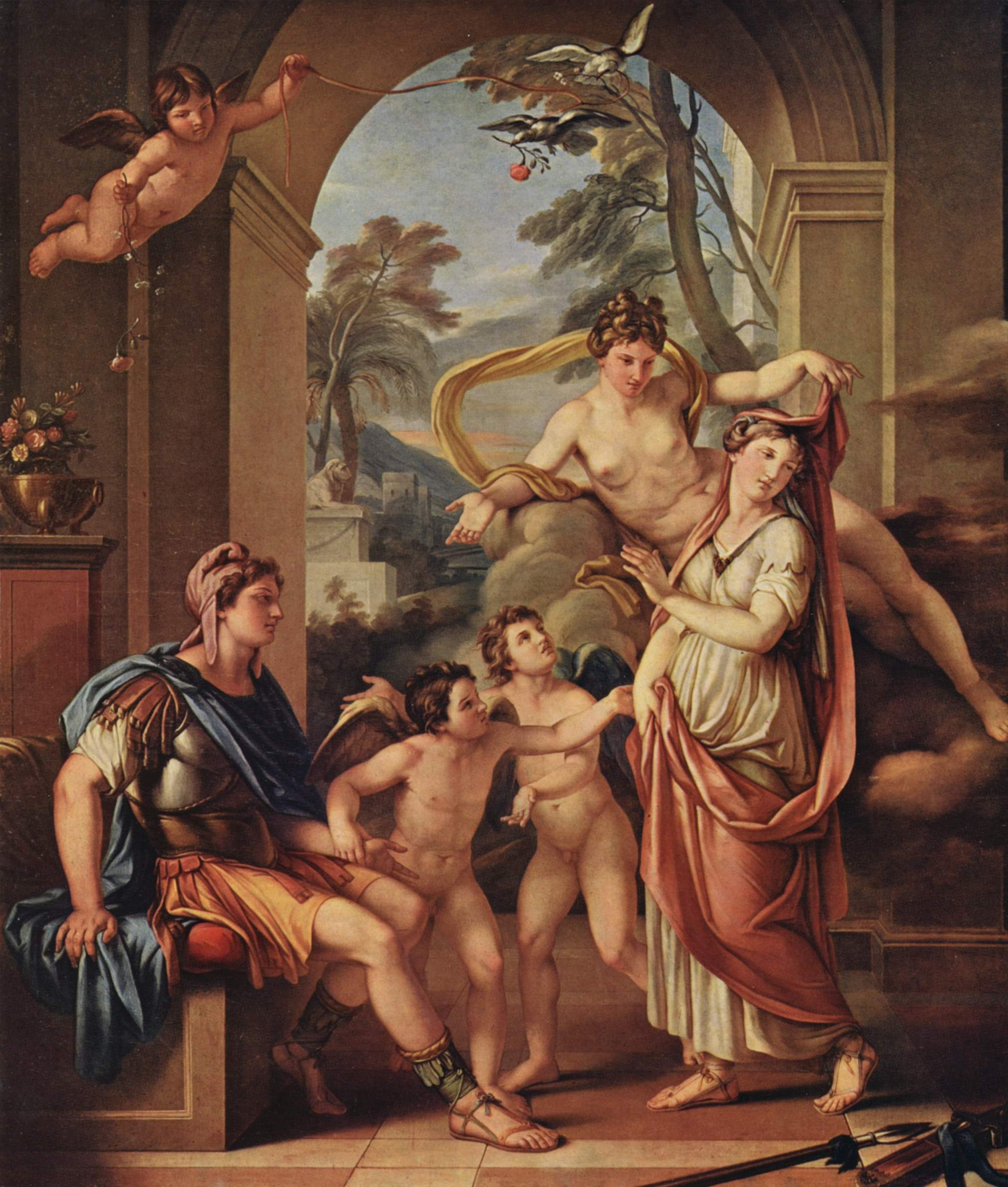
ونوس هلن را به‌عقد ازدواج پاریس درمی‌آورد.